# Leopold Loeske
Leopold Loeske (24 de octubre de 1865, Hohensalza - 29 de marzo de 1935, Bad Harzburg ) fue un relojero y briólogo aficionado alemán.
Era un experto relojero, fue autodidacta como briólogo, recogiendo muestras de musgo en Alemania, Suiza y los Alpes franceses durante su carrera. Después de la Primera Guerra Mundial, pasó ocho años trabajando como corresponsal de una institución comercial, debido a problemas financieros. Murió en Bad Harzburg, mientras participaba en una excursión de recolección en las montañas de Harz.
Los géneros de musgo Loeskeobryum (M.Fleisch. ex Broth. 1925) y Loeskypnum (H.K.G.Paul, 1916) fueron nombrados en su honor.

## Trabajos publicados
Fue autor de 70 obras publicadas, incluyendo una monografía de gran prestigio en Europa Grimmiaceae "Monographie der europäischen Grimmiaceen" (1930). Otros libros de Loeske incluyen:
- Moosflora des Harzes, 1903 - Musgos de Harz
- Studien zur vergleichenden morphologie und phylogonetischen systematik der laubmoose. 1910 - Studies involving comparative morphology and phylogenetic systematics of mosses
- Die Laubmoose Europas. I, Grimmiaceae, 1913 - Musgos de Europa, Grimmiaceae.
- Die Laubmoose Europas. II, Funariaceae, 1914 - Musgos de Europa, Funariaceae.[5][6]

Loeske fue el editor de la revista de briología, Bryologische Zeitschrift.
- La abreviatura «Loeske» se emplea para indicar a Leopold Loeske como autoridad en la descripción y clasificación científica de los vegetales.[7]